# Aanslag op school in Peshawar op 16 december 2014

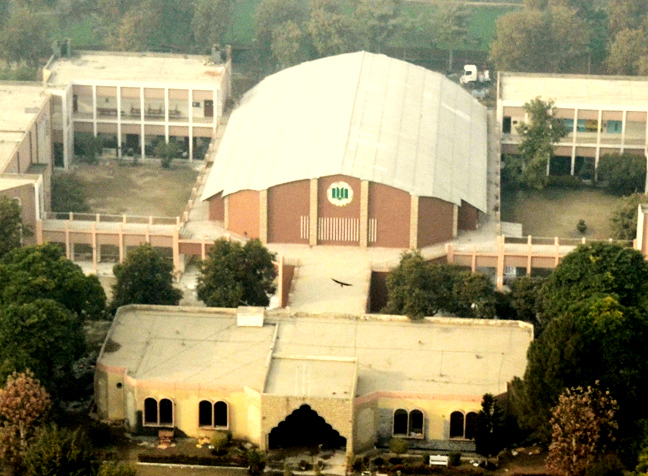
De school

Op 16 december 2014 voerden terroristen geassocieerd met de Pakistaanse Taliban een aanslag uit op een school in Pesjawar in het noordwesten van Pakistan. Er vielen 145 doden, bijna allemaal schoolkinderen.

## Aanval op de school
De aanval begon om tien uur in de ochtend toen zeven gewapende mannen de school bestormden. In de school volgden ongeveer duizend kinderen les, waarvan een groot deel afkomstig uit een militair gezin. Volgens getuigen schoten de terroristen lukraak op de schoolkinderen in. Daarnaast gingen er verschillende bommen af en werden ook enkele leerlingen gegijzeld. Kort op de aanval omsingelde het Pakistaanse leger de school en schakelden ze de terroristen uit. Een deel van de terroristen werd uitgeschakeld door de commando's en zeker drie van hen door sluipschutters.  In totaal vielen 145 doden waarvan 132 kinderen en meer dan honderd mensen raakten gewond. De daders van de aanslag waren allen van buitenlandse afkomst, een Tsjetsjeen, twee Afghanen en twee Arabieren werden geïdentificeerd.

## Reacties
- De premier van Pakistan, Nawaz Sharif noemde de aanslag een nationale tragedie en riep op tot drie dagen van rouw. Hij beloofde een intensere samenwerking met Afghanistan om het terrorisme te bestrijden. In de nasleep van de aanslag werd het moratorium op de doodstraf weer opgeheven.[5] Daarnaast werd er een offensief gestart in het noorden tegen de Taliban.
- Buurland India, een traditionele vijand van Pakistan verklaarde zich ook solidair en verklaarde de aanval als 'een onuitspreekbare brutaliteit dat de levens van de meest onschuldige wezen, jonge kinderen in hun school, heeft geëist'.[6]
- Zelfs verschillende andere terroristische organisaties waren verontwaardigd. De Afghaanse Taliban verklaarde dat deze aanval in strijd was met de islam en distantieerde zich van de aanslag[7]. Ook Al Qaida veroordeelde de aanslag op kinderen.[8]
- De organisatie zelf verklaarde dat de aanval een reactie was op de aanvallen van het Pakistaanse leger: "We hebben de school van het leger gekozen omdat de overheid onze vrouwen en families als doelwit neemt. We willen dat ze onze pijn voelen", zei hij.